# Жоан Коелью Нетто
Жоан Коелью Нетто (порт. João Coelho Neto), більш відомий як Прегінью (порт. Preguinho, 8 лютого 1905, Ріо-де-Жанейро — 1 жовтня 1979, Ріо-де-Жанейро) — бразильський футболіст, що грав на позиції нападника.
Протягом усієї кар'єри виступав за клуб «Флуміненсе», а також національну збірну Бразилії, у складі якої поїхав на перший чемпіонат світу 1930 року, де забив 3 голи у 2 матчах, ставши автором першого голу бразильців на чемпіонатах світу.

## Клубна кар'єра
Син бразильського письменника Енріке Коелью Нетто і Дони Лінди, Прегіньо народився 8 лютого 1905 року в Ріо-де-Жанейро. Всю свою кар'єру, з юності, він грав за «Флуміненсе» і забив за клуб 184 м'яча. Крім цього Прегінью допоміг команді двічі виграти чемпіонат штату Ріо-де-Жанейро, який на той момент через відсутність загальнонаціонального чемпіонату був одним з найпрестижніших у країні.
Прегінью не тільки займався футболом, він грав у волейбол, баскетбол, водне поло, хокей на траві, займався плаванням, стрибками з вишки та іншими видами спорту. У 1952 році він отримав титул «Великого заслуженого атлета» (порт. Grande Benemérito Atleta).
Помер 1 жовтня 1979 року на 75-му році життя в місті Ріо-де-Жанейро. На його честь «Флуміненсе» встановив статую, а бразильський телевізійний Канал «100» присвятив його життю телевізійну програму.

## Виступи за збірну
1930 року в складі національної збірної Бразилії поїхав на перший чемпіонат світу 1930 року в Уругваї, ставши першим капітаном бразильської національної команди. Також він — автор першого гола бразильців на чемпіонатах світу, а в загальному за обидва матчі бразильців, він забив 3 м'яча: один Югославії і два Болівії.

## Статистика виступів
| Клуб              | Сезон             | Ліга Каріока | Ліга Каріока | Інше | Інше | Всього | Всього | Товариські матчі | Товариські матчі | Всього | Всього |
| Клуб              | Сезон             | Ігри         | Голи         | Ігри | Голи | Ігри   | Голи   | Ігри             | Голи             | Ігри   | Голи   |
| ----------------- | ----------------- | ------------ | ------------ | ---- | ---- | ------ | ------ | ---------------- | ---------------- | ------ | ------ |
| «Флуміненсе»      | 1925              | 3            | 2            | -    | -    | 3      | 2      | 0                | 0                | 3      | 2      |
| «Флуміненсе»      | 1926              | 1            | 0            | -    | -    | 1      | 0      | 1                | 1                | 2      | 1      |
| «Флуміненсе»      | 1927              | 18           | 11           | -    | -    | 18     | 11     | 1                | 0                | 19     | 11     |
| «Флуміненсе»      | 1928              | 16           | 16           | -    | -    | 16     | 16     | 3                | 4                | 19     | 20     |
| «Флуміненсе»      | 1929              | 18           | 10           | -    | -    | 18     | 10     | 3                | 4                | 21     | 14     |
| «Флуміненсе»      | 1930              | 20           | 19           | -    | -    | 20     | 19     | 6                | 8                | 26     | 27     |
| «Флуміненсе»      | 1931              | 18           | 11           | -    | -    | 18     | 11     | 8                | 9                | 26     | 20     |
| «Флуміненсе»      | 1932              | 21           | 21           | 2    | 3    | 23     | 24     | 0                | 0                | 23     | 24     |
| «Флуміненсе»      | 1933              | 3            | 3            | -    | -    | 3      | 3      | 0                | 0                | 3      | 3      |
| «Флуміненсе»      | 1934              | 6            | 3            | 4    | 1    | 10     | 4      | 5                | 3                | 15     | 7      |
| «Флуміненсе»      | 1935              | 1            | 0            | -    | -    | 1      | 0      | 0                | 0                | 1      | 0      |
| «Флуміненсе»      | 1936              | -            | -            | -    | -    | 0      | 0      | -                | -                | 0      | 0      |
| «Флуміненсе»      | 1937              | 2            | 2            | -    | -    | 2      | 2      | 0                | 0                | 2      | 2      |
| «Флуміненсе»      | 1938              | 1            | 0            | -    | -    | 1      | 0      | 0                | 0                | 1      | 0      |
| «Флуміненсе»      | 1939              | -            | -            | -    | -    | 0      | 0      | 1                | 1                | 1      | 1      |
| Всього за кар'єру | Всього за кар'єру | 128          | 98           | 6    | 4    | 134    | 102    | 28               | 30               | 162    | 132    |

## Титули і досягнення

### Командні
- Переможець Ліги Каріока (2):

«Флуміненсе»: 1937, 1938

### Особисті
- Найкращий бомбардир Ліги Каріока : 1930, 1932